# Mayari
 (décembre 2024).
Si vous disposez d'ouvrages ou d'articles de référence ou si vous connaissez des sites web de qualité traitant du thème abordé ici, merci de compléter l'article en donnant les références utiles à sa vérifiabilité et en les liant à la section « Notes et références ».
En pratique : Quelles sources sont attendues ? Comment ajouter mes sources ?
Ne doit pas être confondu avec Mayarí, municipalité de Cuba.
Dans la mythologie Tagalog (Philippines), Mayari est la déesse de la Lune. Elle est la fille de Bathala, le roi des dieux. Elle est la sœur de Tala, déesse des étoiles et de Hanan, déesse du jour.